# Музей фармации Крыма
Музей фармации Крыма (Музей аптеки) — музей в Евпатории, открытый в 2004 году. Находится на улице Караева.

## История
Аптека на улице Морской (сейчас — Караева) в Евпатории была открыта 18 ноября 1823 года и стала первой на территории Крыма. Её основателем являлся В. Шпурх, а в 1880 году она перешла семье провизора А. М. Печицкого. Печицкие имели аптекарский огород, где выращивали растения, из которых позже изготавливали препараты для аптеки. 28 мая 1897 года, после смерти главы семьи, его вдова и дети продали аптечную лавку за 18,5 тысяч рублей Аврааму Исааковичу Рофе.
Авраам Рофе являлся караимом по вероисповеданию. Был награждён орденом Святого Станислава 3-й степени и тёмно-бронзовой медалью для ношения на груди за участие во всеобщей переписи населения 1897 года в Таврической губернии.
Сразу после покупки аптеки Рофе построил на месте приобретённой аптеки новое здание, которое сохранилось до наших дней. В 1907 году собственники частных аптек Евпатории направили запрос в лекарственное отделение Таврического губернского правления с просьбой «о предоставлении права увеличить число аптекарских учеников, полагая на каждого помощника по 2 ученика, мотивируя свою просьбу в силу крайне тяжёлых экономических условий, при содержании штата служащих из 4 помощников при 2 учениках». В это время аптека была открыта 10-14 часов в день.
После установления советской власти на полуострове аптека Рофе была национализирована в ноябре 1920 года.
В 2004 году по инициативе Татьяны Ачкасовой и при поддержке городского головы Евпатории Андрея Даниленко в здании действующей коммерческой аптеки № 43 был открыт музей. Музей аптеки стал частью экскурсионно-туристического маршрута «Малый Иерусалим».
В соседнем здании с музеем фармации находится Музей почты.

## Экспозиция
В музее сохранилась аптечная мебель начала XX века: деревянные дубовые стеллажи, различные ящики и полки. Экспозиция заняла часть действующего торгового зала аптеки и доступна для посещения бесплатно. Экспозиция музей включает в себя образцы аптечной посуды XIX — начала XX века, весы, старые прейскурант на лекарства и книги по медицине, копию договора купли-продажи аптеки, заключённую между семьёй Печицких и Рофе, а также издание «Медико-фармацевтический практик» 1892 года.

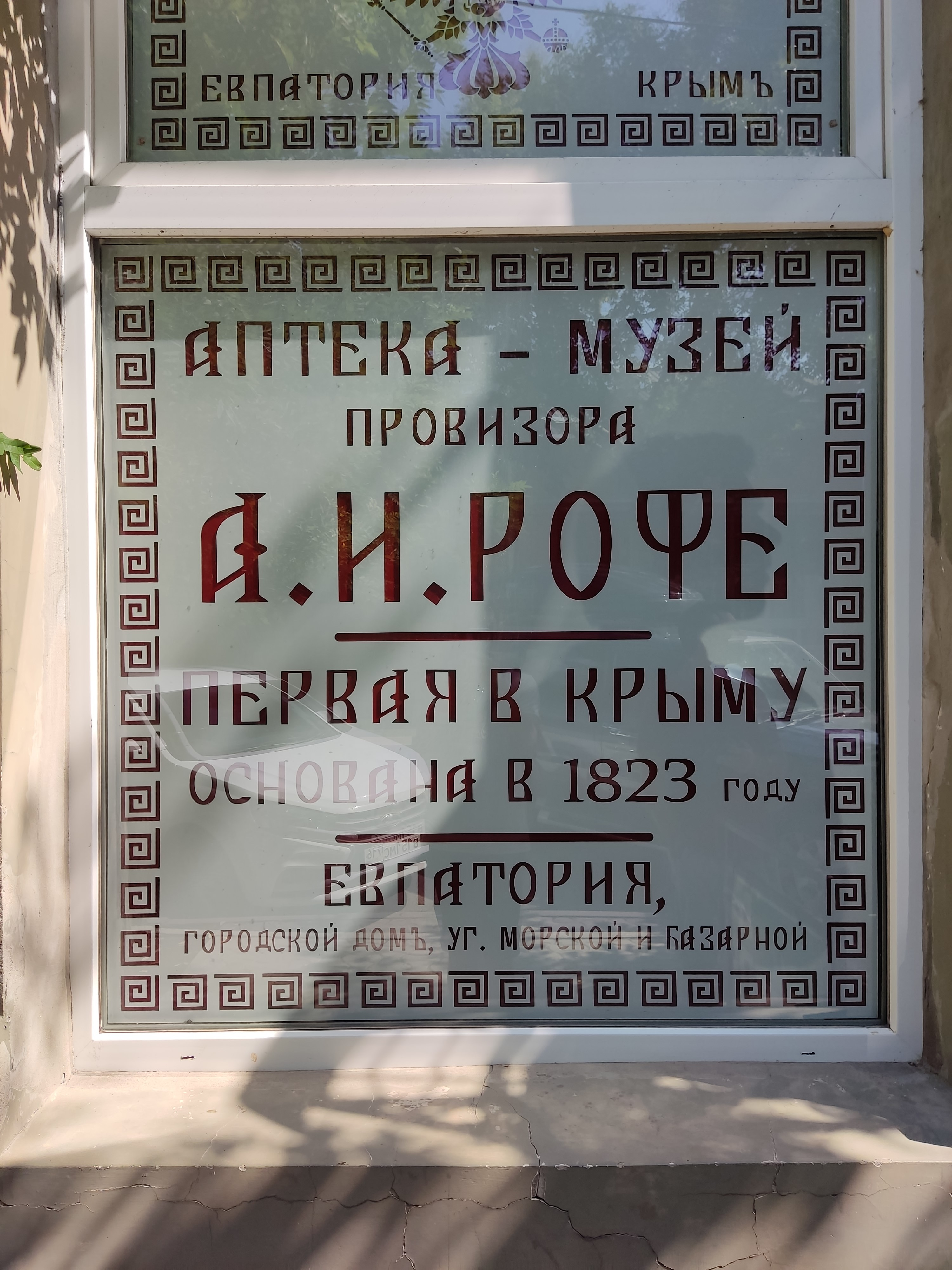
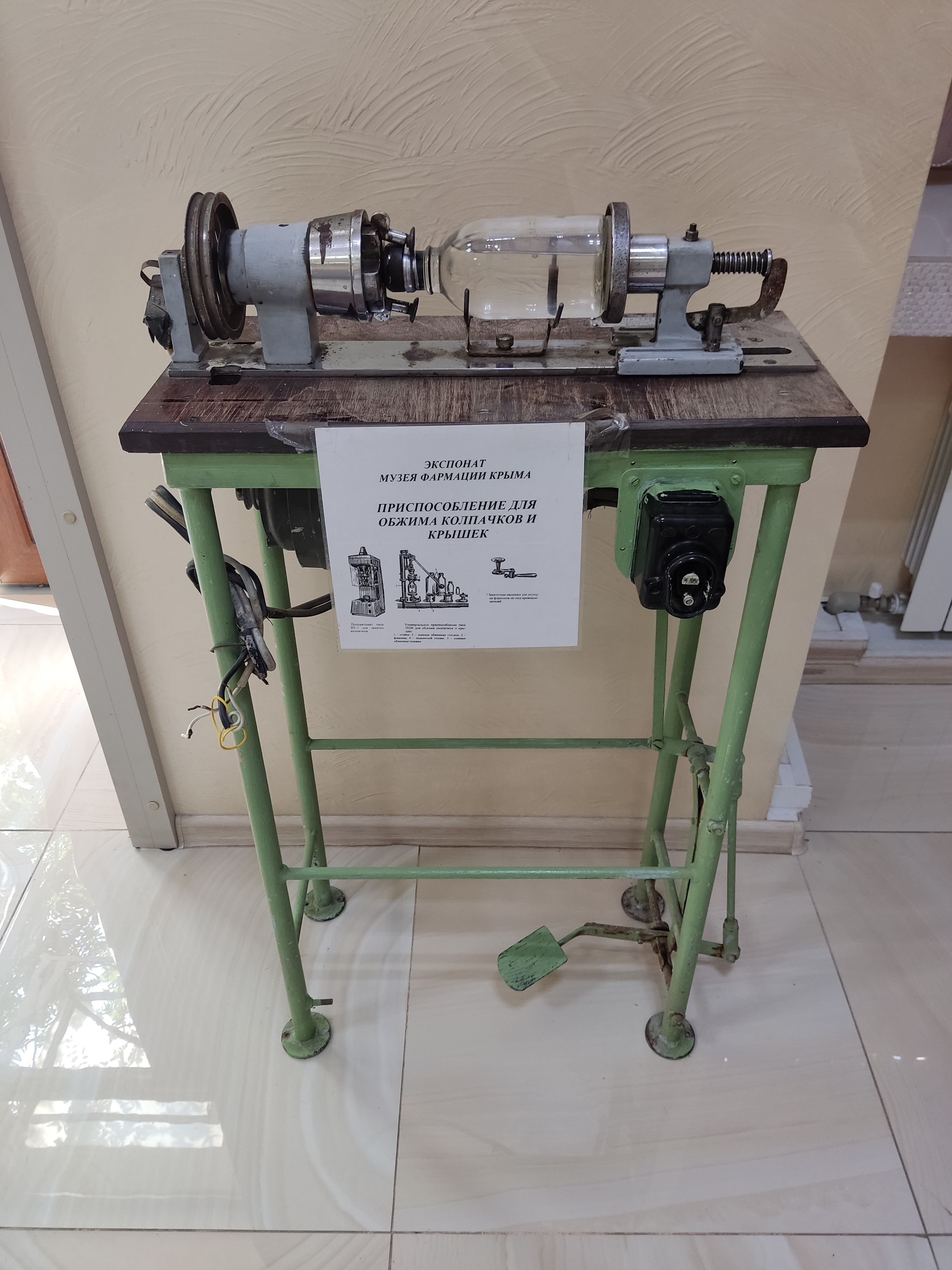
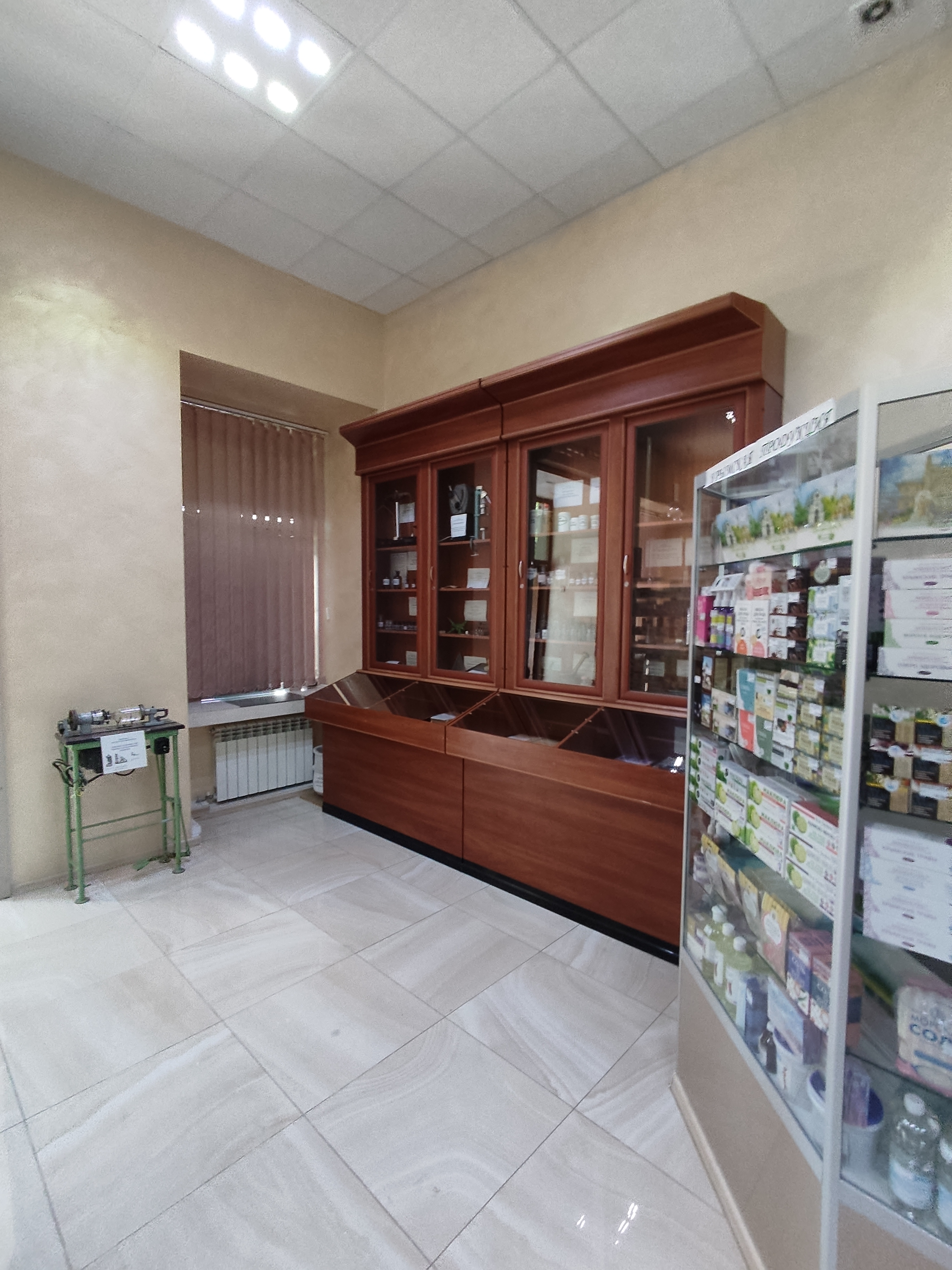